# Copa Intercontinental de 1971
A 12.ª edição da Copa Intercontinental ocorreu em 1971. Foi disputada em duas partidas entre o vice-campeão europeu, já que o campeão Ajax desistiu de jogar, e o sul-americano. Seria a primeira vez de muitas em que um time campeão continental europeu se recusaria a participar da competição, possivelmente tendo como um dos motivos a segurança, por conta do célebre e violento caso ocorrido na Copa Intercontinental de 1969.
Em 27 de outubro de 2017, após uma reunião realizada na Índia, o Conselho da FIFA reconheceu os vencedores da Copa Intercontinental como campeões mundiais.

## História
O Panathinaikos, primeiro clube grego a competir na Copa Intercontinental, apresentava poucas expectativas, pelo fato de não ter vencido a Liga dos Campeões da UEFA e ter vindo porque o campeão desistiu. Já o Nacional, apesar de estrear na disputa, tinha mais chances de vitória.
O clube grego havia perdido para o Ajax de 2–0. Por outro lado o uruguaio havia ganho de 2–0 no jogo de desempate contra o tricampeão da época Estudiantes, nos primeiros jogos, ganhou em casa e perdeu fora, ambos resultando 1–0.

### A decisão
O torneio intercontinental, foi disputado em dezembro daquele ano, colocou a eficiência do Nacional, campeão da América, contra os gregos do Panathinaikos (comandados pelo técnico Ferenc Puskás), vice-campeões europeus e representantes da Europa no torneio, já que o Ajax, campeão da Liga dos Campeões daquele ano e célebre pelo Futebol Total de Rinus Michels e Johaan Cruyff, se recusou a disputar o torneio. No primeiro jogo, na Grécia, com o Estádio Georgios Karaiskakis lotado, os donos da casa abriram o placar aos 3´do segundo tempo, com Filakouris. O Nacional não se abateu e apenas dois minutos depois, o artilheiro Artime empatou. O placar de 1 a 1 foi celebrado como uma vitória pelos uruguaios, que confiavam demais na força da torcida para o jogo decisivo, no Estádio Centenário.
Jogando em casa, o Nacional fez do Estádio Centenário, em Montevidéu, o palco para a sua consagração. Com mais de 60 mil vozes lhe apoiando, o time tricolor foi todo ataque, energia, força e disposição desde o início, abrindo o placar aos 34 minutos da primeira etapa com ele, sempre ele, Artime. No segundo tempo, aos 29´, Artime fez o segundo. Era só alegria no caldeirão tricolor, que levou um susto com gol de honra dos gregos, marcado por Antoniadis, aos 44´. Mas era tarde. Ao apito final, o time uruguaio era, pela primeira vez na história, o melhor time do mundo.

## Participantes
| Confederação | Equipe        | Classificação                                                 | Participação |
| ------------ | ------------- | ------------------------------------------------------------- | ------------ |
| CONMEBOL     | Nacional      | Campeão da Copa Libertadores da América de 1971               | 1ª           |
| UEFA         | Panathinaikos | Vice-campeão da Taça dos Clubes Campeões Europeus de 1970–71* | 1ª           |

*OBS: Em 1971, o Ajax campeão da Taça dos Clubes Campeões Europeus de 1970–71, desistiu de disputar o torneio intercontinental e foi substituído pelo vice-campeão Panathinaikos.

## Finais
1° jogo
| 15 de dezembro de 1971 | Panathinaikos  | 1 – 1 | Nacional   | Karaiskákis, Pireu (Grécia)                 |
|                        | Fylakouris 48' |       | Artime 52' | Público: ≈45,000 Árbitro: José Favilli Neto |

|  | Panathinaikos | Nacional |

| PANATHINAIKOS: |  |                |  |     |
|                |  |                |  |     |
| G              |  | Ikonomopoulos  |  |     |
| LD             |  | Tomaras        |  | 61' |
| Z              |  | Athanasopoulos |  |     |
| Z              |  | Kapsis         |  |     |
| LE             |  | Eleftherakis   |  |     |
| M              |  | Sourpis        |  |     |
| M              |  | Fylakouris     |  |     |
| A              |  | Dimitriou      |  |     |
| A              |  | Antoniadis     |  |     |
| A              |  | Domazos (C)    |  |     |
| A              |  | Kouvas         |  | 20' |
| Substituição:  |  |                |  |     |
| M              |  | Deligiannis    |  | 20' |
| Z              |  | Vlachos        |  | 61' |
| Treinador:     |  |                |  |     |
| Ferenc Puskás  |  |                |  |     |

| NACIONAL:             |  |                  |                                   |                 |
|                       |  |                  |                                   |                 |
| G                     |  | Manga            |                                   |                 |
| LD                    |  | Masnik           |                                   |                 |
| Z                     |  | Brunell          |                                   |                 |
| Z                     |  | Ubiña            |                                   |                 |
| LE                    |  | Montero Castillo |                                   |                 |
| M                     |  | Blanco           |                                   |                 |
| M                     |  | Maneiro          |                                   |                 |
| A                     |  | Cubilla          |                                   |                 |
| A                     |  | Espárrago (C)    |                                   | Substituído     |
| A                     |  | Artime           |                                   |                 |
| A                     |  | Morales          | Penalizado · Penalizado · Expulso |                 |
| Substituição:         |  |                  |                                   |                 |
| Z                     |  | Duarte           |                                   | Entrou em campo |
| Treinador:            |  |                  |                                   |                 |
| Washington Etchamendi |  |                  |                                   |                 |

2° jogo
| 28 de dezembro de 1971 | Nacional       | 2 – 1 | Panathinaikos  | Centenario, Montevidéu (Uruguai)            |
|                        | Artime 34' 75' |       | Antoniadis 89' | Público: ≈70,000 Árbitro: Alistair Mckenzie |

|  | Nacional | Panathinaikos |

| NACIONAL:             |  |                  |  |     |
|                       |  |                  |  |     |
| G                     |  | Manga            |  |     |
| LD                    |  | Masnik           |  |     |
| Z                     |  | Brunell          |  |     |
| Z                     |  | Ubiña            |  |     |
| LE                    |  | Montero Castillo |  |     |
| M                     |  | Blanco           |  |     |
| M                     |  | Maneiro          |  |     |
| A                     |  | Cubilla          |  | 80' |
| A                     |  | Espárrago (C)    |  |     |
| A                     |  | Artime           |  |     |
| A                     |  | Mamelli          |  | 71' |
| Substituição:         |  |                  |  |     |
| A                     |  | Bareño           |  | 71' |
| Z                     |  | Mujica           |  | 80' |
| Treinador:            |  |                  |  |     |
| Washington Etchamendi |  |                  |  |     |

| PANATHINAIKOS: |  |                |  |     |
|                |  |                |  |     |
| G              |  | Ikonomopoulos  |  |     |
| LD             |  | Mitropoulos    |  |     |
| Z              |  | Athanasopoulos |  |     |
| Z              |  | Kapsis         |  |     |
| LE             |  | Eleftherakis   |  |     |
| M              |  | Sourpis        |  |     |
| M              |  | Kamaras        |  | 43' |
| A              |  | Dimitriou      |  |     |
| A              |  | Antoniadis     |  |     |
| A              |  | Domazos (C)    |  |     |
| A              |  | Kouvas         |  |     |
| Substituição:  |  |                |  |     |
| M              |  | Fylakouris     |  | 43' |
| Treinador:     |  |                |  |     |
| Ferenc Puskás  |  |                |  |     |

| Copa Intercontinental de 1971 |
| ----------------------------- |
| Nacional Campeão (1º título)  |